# Nja Nja Mendzang
Nja Nja Mendzang ou Nja'Nja M'ndzang (NNM) est un festival international de balafon créé par Hilaire Pankui et organisé pour la première fois à Yaoundé en 2022 par l'association Cultura Cameroun au Musée national et soutenu par Ministère des Arts et de la Culture du Cameroun. Chaque année, le festival accueille des balafonistes nationaux et internationaux du monde entier. 

## Description

### Naissance du festival

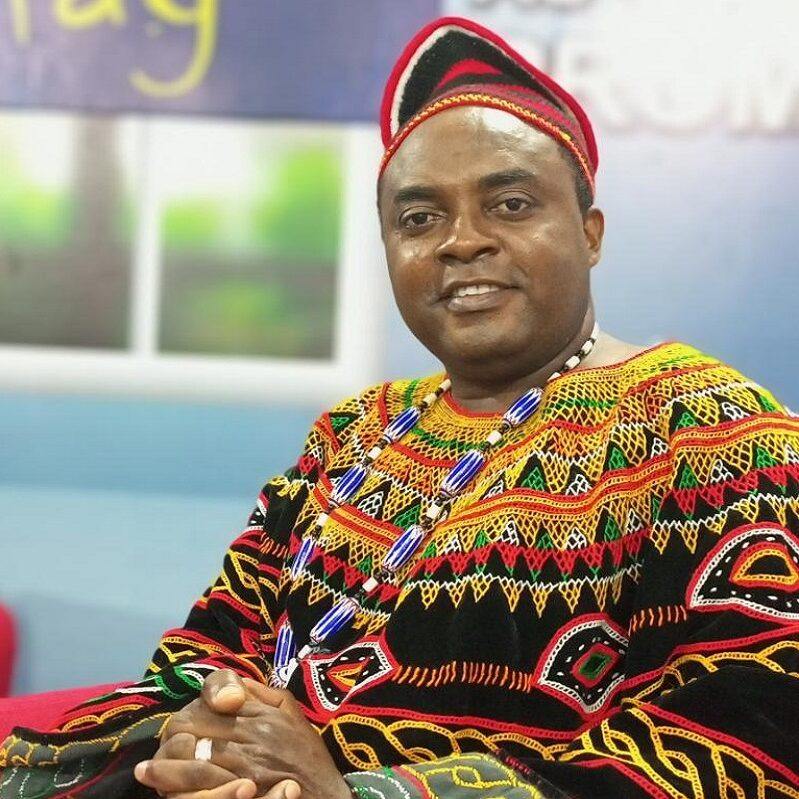
Hilaire Pankui fondateur du festival

Le festival Nja Nja Mendzang ou Nja'Nja M'ndzang (NNM) est créé en 2022 à Yaoudé par Hilaire Pankui avec le soutien du Ministère des Arts et de la Culture du Cameroun. Il est organisé pour la première fois à Yaoundé en 2022 par l'association Cultura Cameroun au Musée national .
Le terme « Nja’Nja M’ndzang »  fait référence à une célébration du balafon,. Les mots « Ndzang », « Njang », « Nja », « Mendjang » illustrent la convergence des quatre aires culturelles présentes au Cameroun, et par extension, des divers types de balafons.  Ceci explique l'homogénéité dans le terme utilisé malgré quelques variations dans la conception et la fabrication des types de balafons.

### Objectifs

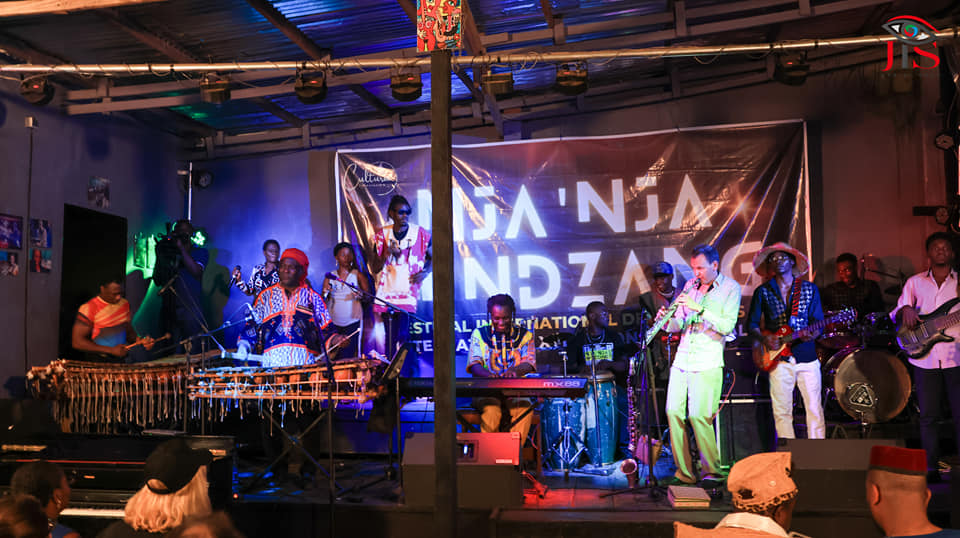
Nja'Nja M'ndzang 2023 au Centre Culturel Ubuntu

Le Nja'Nja M'ndzang vise à promouvoir le patrimoine culturel matériel et immatériel du Cameroun, tout en stimulant la production et la diffusion du balafon, à l'échelle nationale et internationale[réf. nécessaire].
Le festival favorise également la diversité culturelle en mettant en avant le balafon en tant que forme d'expression artistique et culturelle. 

## Historique

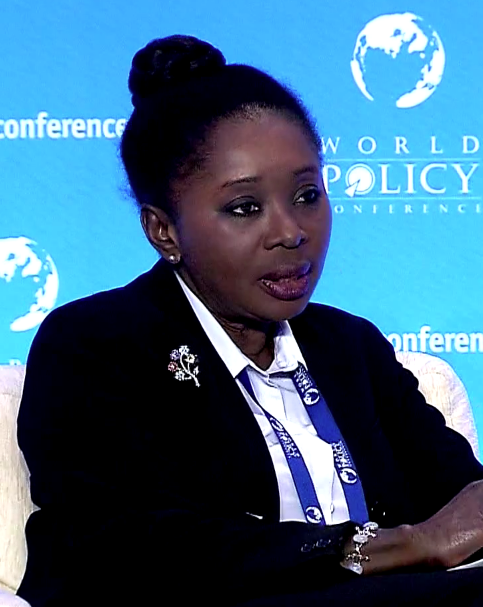
Marie-Roger Biloa est la marraine du festival de 2023.

En 2021 le festival est programmé mais annulé. En 2022 la première édition du festival NNM est organisée avec pour thème Le Balafon, entre tradition et modernité, source et ressource d’une culture de paix et d’intégration nationale, et s'est tenu entre le 12 et 16 avril 2022. En 2023 a lieu la deuxième édition entre le 11 et 15 avril,  avec pour thème Les balafons du Cameroun : Approche d’une industrie culturelle,. Marie Roger Biloa en est la marraine. En 2024 la troisième édition a pour thème Le balafon hors les murs.